# Canale diversivo dell'Ombrone
Il canale diversivo dell'Ombrone è un corso d'acqua della provincia di Grosseto, in Toscana.

## Storia
Il canale venne scavato come prima opera avviata dal granduca Leopoldo II di Lorena in seguito al motu proprio del 27 novembre 1828 con cui dava inizio alla bonifica per colmata del padule dell'ex lago Prile. Ideato da Vittorio Fossombroni, venne realizzato dall'ingegnere Alessandro Manetti, capo dell'ufficio di bonificamento di Grosseto, con l'obiettivo di trasportare i sedimenti e le acque limacciose del fiume all'interno della palude, andando a riempire il terreno per renderlo fertile e coltivabile. I lavori furono effettuati in 160 giorni tra il 1829 e il 1830 e l'entrata in funzione della diga della Steccaia e del canale diversivo venne celebrata il 26 aprile 1830 con la solenne inaugurazione da parte del granduca.
Il canale aveva origine presso la steccaia in località Bucacce ed era inizialmente lungo 8 chilometri, per una larghezza media di 12 metri; terminava presso il padule al "trogone" di Barbanella, recuperando in parte il tracciato dell'ex fosso del lago Boccio.
Il tracciato è stato interrato nel tratto urbano nel 1979.

## Descrizione
Il canale diversivo ha origine presso la diga della Steccaia, con le acque deviate dall'Ombrone in un breve canale, il Mandraccio, fino alla presa di ponte Tura, dove sono convogliate insieme a quelle del fosso Beveraggio e incanalate verso ovest in direzione di Grosseto.
Il corso d'acqua procede attraversando il quartiere di San Martino e, dopo avere oltrepassato tre ponti a poca distanza l'uno dall'altro (il viadotto della Variante Aurelia, il ponte San Martino e il ponte della provinciale Scansanese) alla svolta di San Martino, nei pressi della centrale elettrica, vira verso nord-ovest. Il canale lambisce quindi il cimitero comunale di Sterpeto e il villaggio Curiel, e finisce interrato nel tratto urbano oltre via Senese.
Il "diversivo tombato" prosegue lungo viale Europa, segnando una linea di demarcatura netta nel tessuto cittadino, e passa sotto il ponte della ferrovia e il ponte Massa, raggiungendo via Aurelia Nord, dove riemerge e continua il suo tragitto in direzione di Castiglione della Pescaia.
In località Marrucheto si interseca con il canale emissario di San Rocco ed è attraversato poco dopo da un ponte, il ponte Nuovo, poco prima del Centro militare veterinario. Il canale diversivo attraversa infine tutto il piano di Grosseto dell'ex padule bonificato, passa sotto il ponte Chiocciolaia e va a esaurirsi nella riserva naturale Diaccia Botrona, nei pressi dell'isola Clodia.

## Ponti
- Ponte Tura
- Viadotto Variante Aurelia
- Ponte San Martino
- Ponte della strada provinciale Scansanese
- Ponte di via Senese (demolito nel 1979)
- Ponte della ferrovia Tirrenica
- Ponte Massa
- Ponte Nuovo (dismesso)
- Ponte Chiocciolaia (dismesso)